# Raión de Kozova
Kozová (en ucraniano: Козівський район) fue un raión o distrito de Ucrania en el óblast de Ternopil. En la reforma territorial de 2020, su territorio fue incluido en el raión de Ternópil.
Comprendía una superficie de 694 km².
La capital era el asentamiento de tipo urbano de Kozová.

## Demografía
Según estimación 2010 contaba con una población total de 39521 habitantes.

## Otros datos
El código KOATUU es 6123000000. El código postal 47600 y el prefijo telefónico +380 3547.